# 无锡荟聚·云林购物中心
31°34′59″N 120°23′20″E / 31.58299°N 120.38890°E

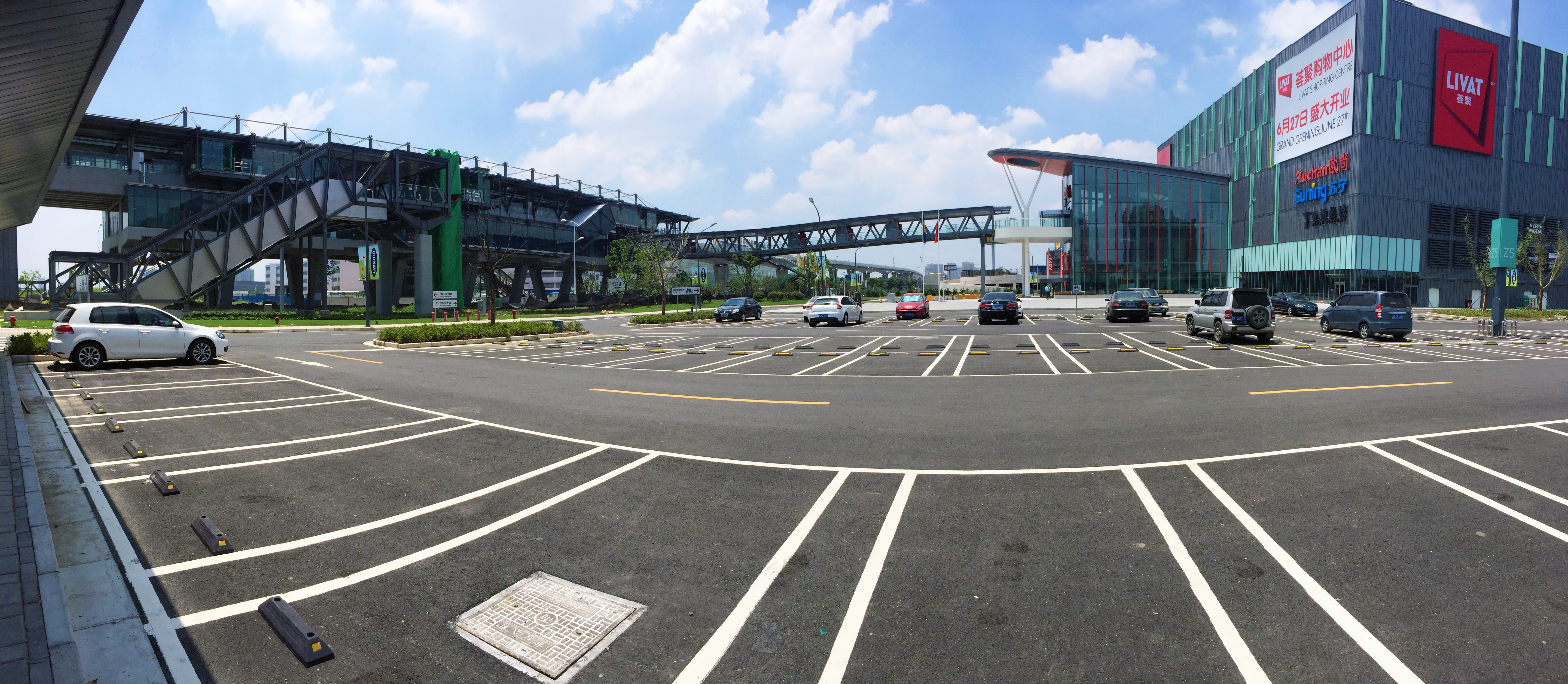
无锡荟聚宜家

宜家无锡商场、宜家家居无锡商场及荟聚·云林购物中心，是中华人民共和国江苏省无锡市的一个宜家家居商场及购物中心。

## 沿革
2012年6月6日，宜家家居无锡商场在锡山开发区团结路开业，是宜家集团在中国开设的第11个商场，注册资本3900万美元，商场分为3层。2014年6月27日，英特宜家中国集团在宜家家居北部建设中国市场的首家超区域购物中心荟聚·云林购物中心，购物中心面积超过15万平方米，总投资24亿人民币。

## 图库

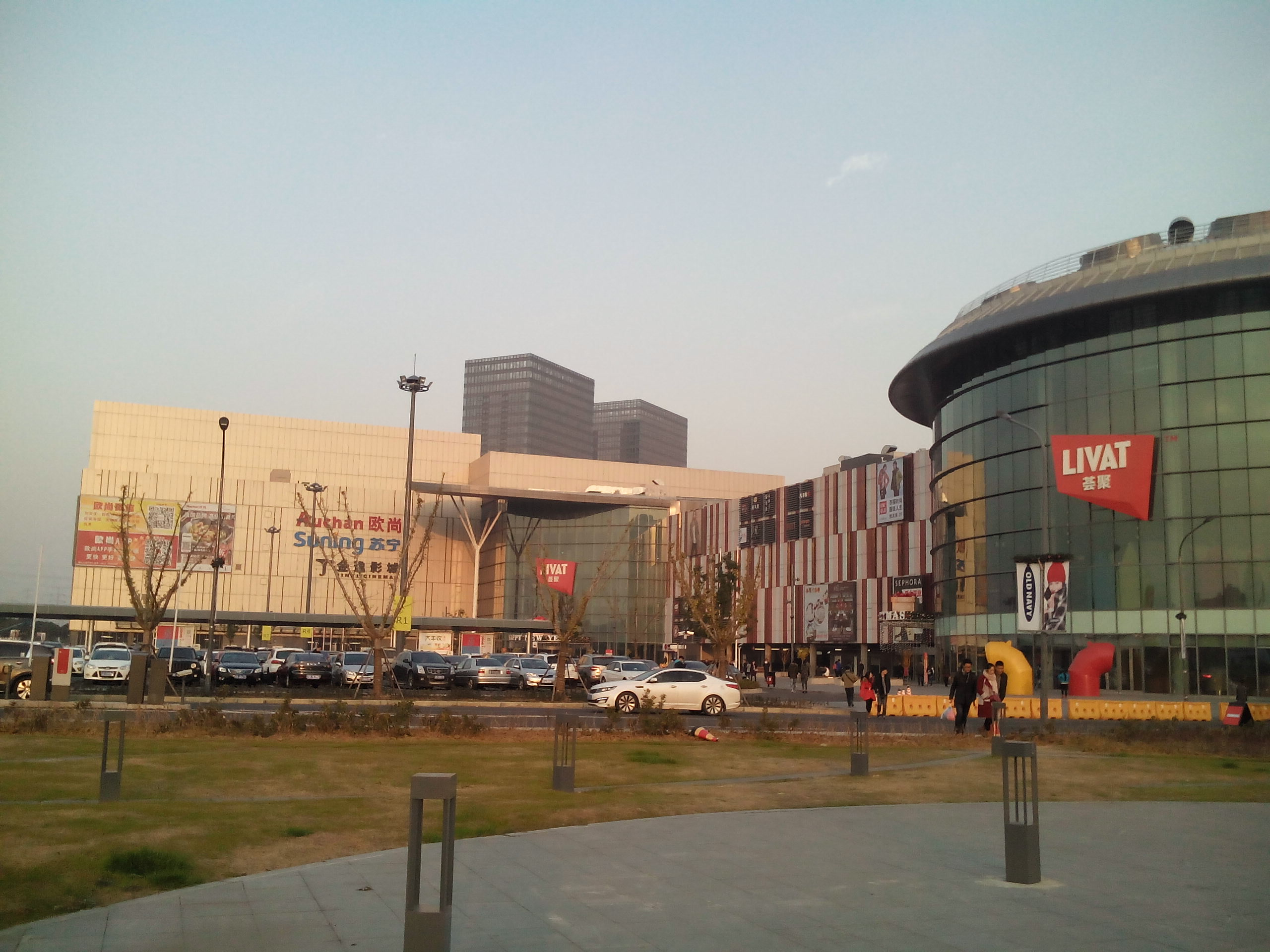
荟聚·云林购物中心外景
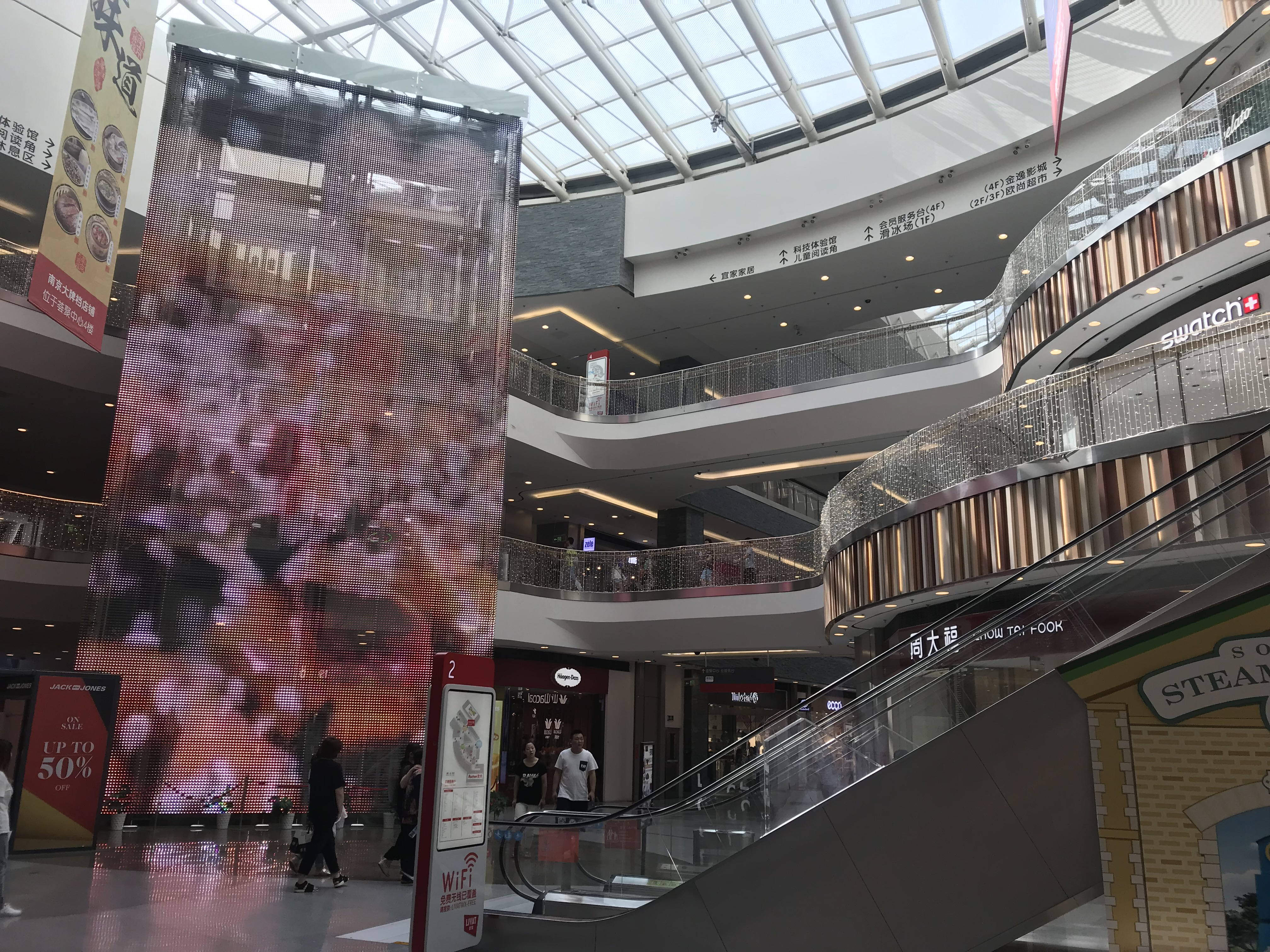
荟聚·云林购物中心
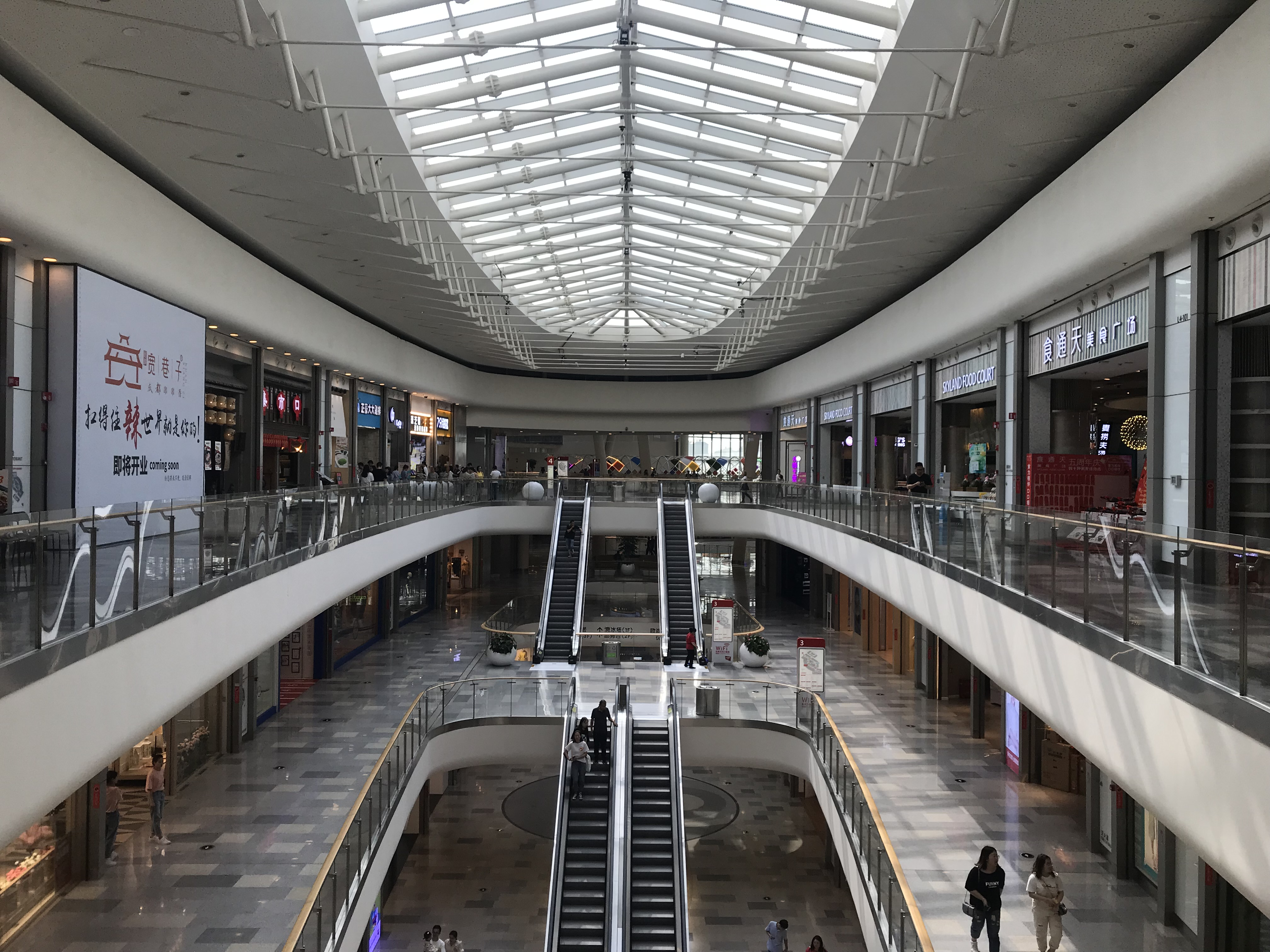
荟聚·云林购物中心
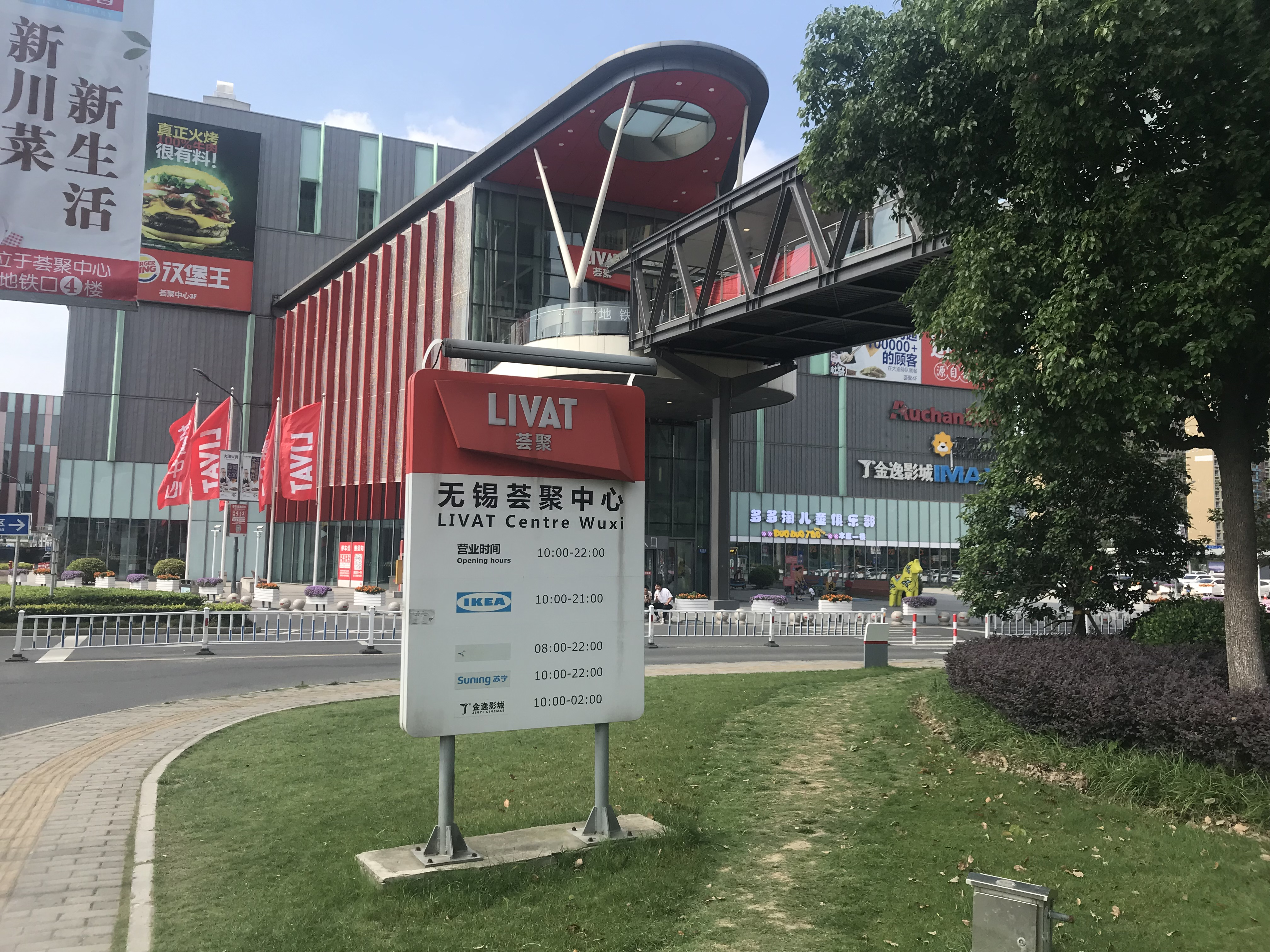
荟聚·云林购物中心外景
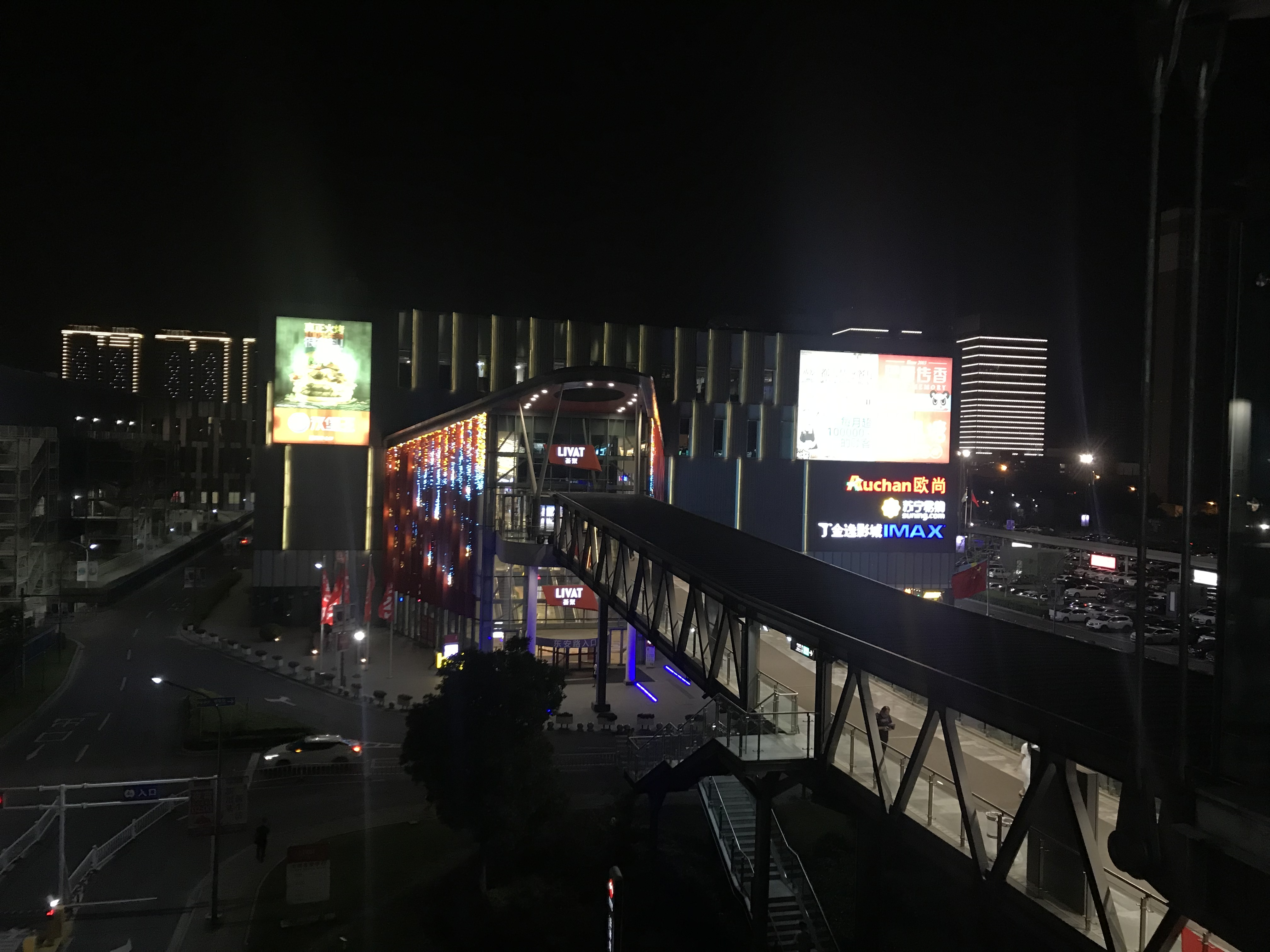
宜家夜景
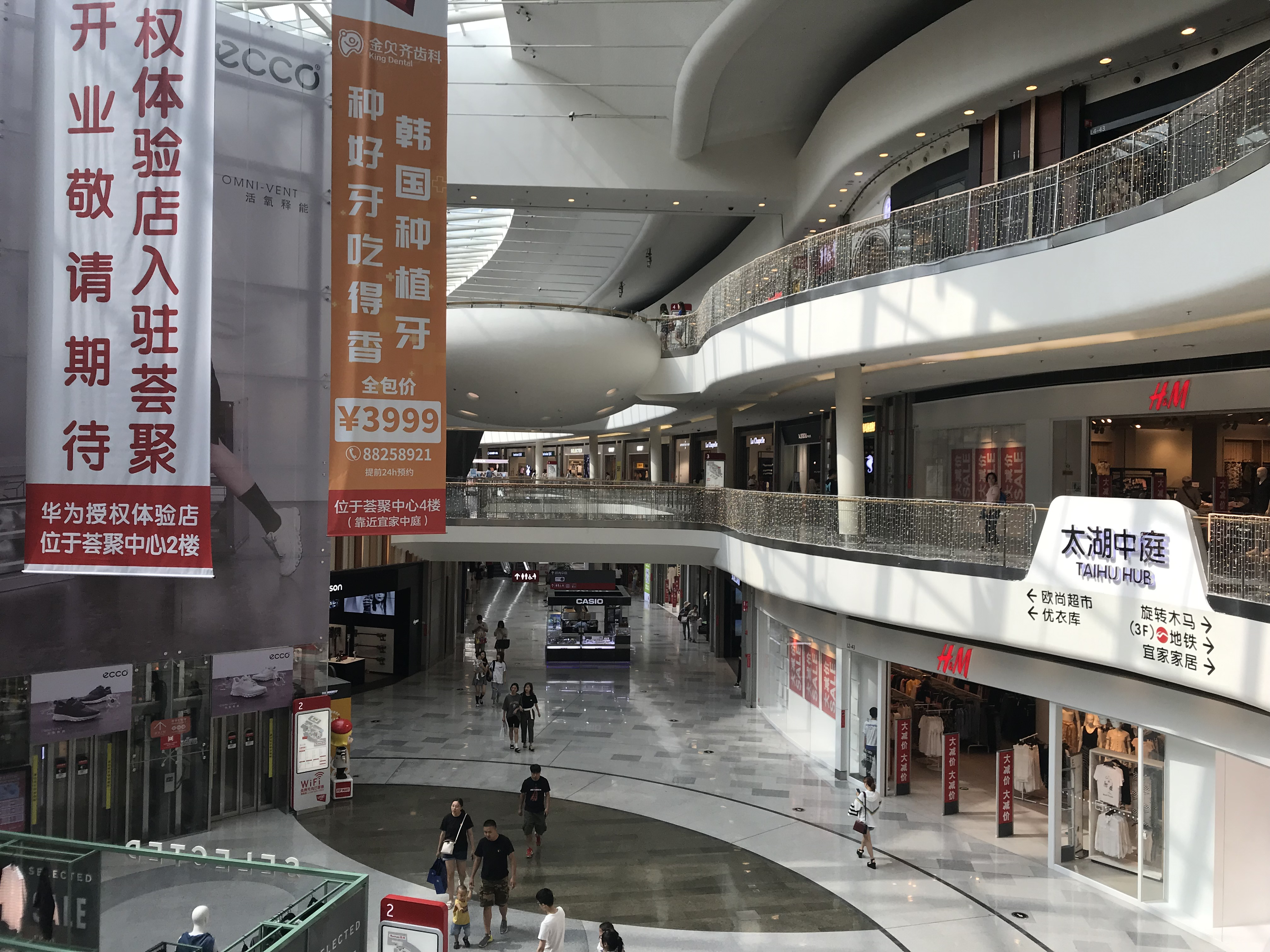
荟聚·云林购物中心内景
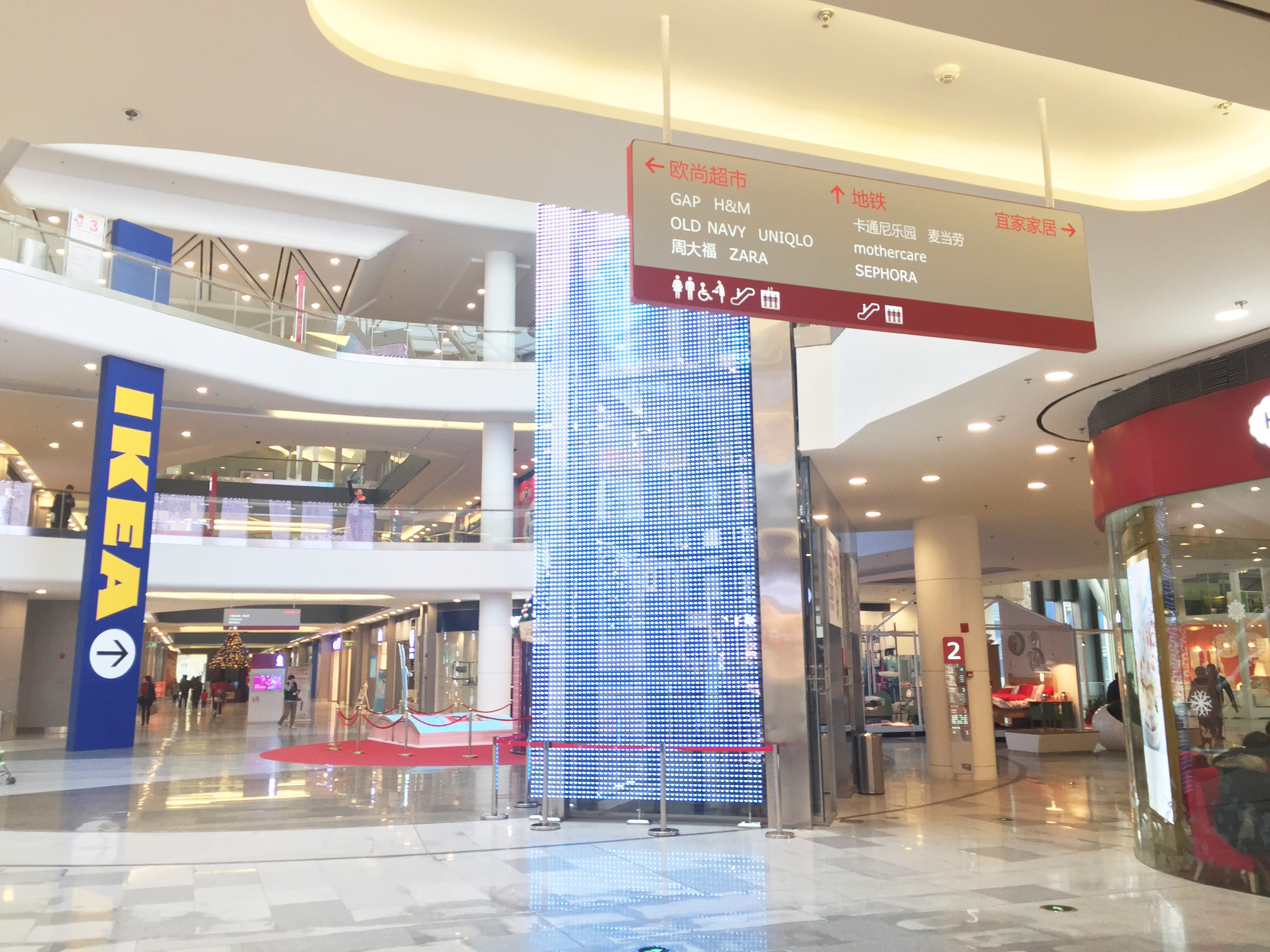
荟聚·云林购物中心

## 相关
- 云林站